# 亨里克五世 (薩根公爵)
亨里克五世（波蘭語：Henryk V Żelazny，約1319年—1369年4月），薩根公爵，亨里克四世的獨子，1342年至1369年在位。

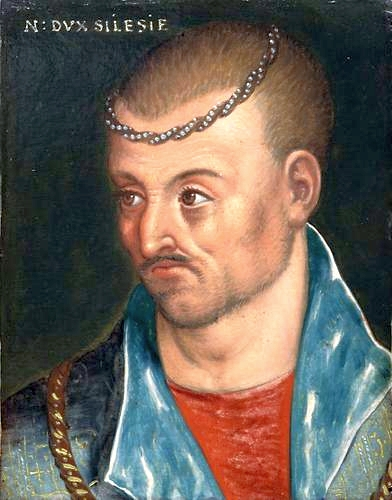

## 家庭
1337年，亨里克五世與普沃茨克的瓦茨瓦夫之女安娜結婚，兩人共有3子2女：
1. 亨里克六世（—1393年）
2. 雅德薇加（英语：Hedwig of Sagan）（—1390年），波蘭王后、萊格尼察公爵夫人
3. 安娜（—1405年），拉蒂博日公爵揚一世夫人
4. 亨里克七世（英语：Henry VII Rumpold）（—1395年）
5. 亨里克八世（—1397年）